# Siniscola
Siniscola – miejscowość i gmina we Włoszech, w regionie Sardynia, w prowincji Nuoro.
Według danych na rok 2019 gminę zamieszkiwało 11509 osób, 59 os./km². Graniczy z Irgoli, Lodè, Lula, Onifai, Orosei, Posada i Torpè.